# Theonesios I.

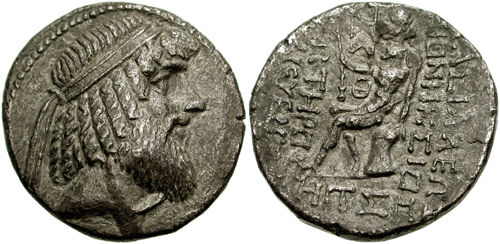
Münze des Theonesios I.

Theonesios I. war ein König der Charakene, der nach den Münzdatierungen von 25/24 v. Chr. bis 19/18 v. Chr. regierte. Er ist bisher nur von seinen Tetradrachmen bekannt, auf denen die Schreibung seines Namens variiert.